# Adolf Koxeder
Adolf Koxeder, född 9 oktober 1934 i Innsbruck, är en österrikisk före detta bobåkare.
Koxeder blev olympisk silvermedaljör i fyrmansbob vid vinterspelen 1964 i Innsbruck.